# Masahiro Koga
Pour les articles homonymes, voir Masahiro.
Masahiro Koga (古賀 正紘, Koga Masahiro) est un footballeur japonais né le 8 septembre 1978. Il évolue au poste de défenseur.

## Biographie
Masahiro Koga joue principalement en faveur du Nagoya Grampus et du Kashiwa Reysol.
Au total, il dispute plus de 300 matchs en J-League 1.

## Palmarès
- Vainqueur de la Coupe du Japon en 1999 avec le Nagoya Grampus
- Finaliste de la Coupe du Japon en 2008 avec le Kashiwa Reysol
- Vainqueur de la Coupe de la Ligue japonaise en 2010 avec le Jubilo Iwata